# Іво Радовникович
Іво Радовникович (сербохорв. Ivo Radovniković, 9 лютого 1918, Спліт — 27 жовтня 1977, Спліт) — югославський футболіст, що грав на позиції півзахисника. По завершенні ігрової кар'єри — тренер.
Виступав, зокрема, за клуб «Хайдук» (Спліт), а також національну збірну Югославії.
Дворазовий чемпіон Югославії. Чемпіон Хорватії.

## Клубна кар'єра
У дорослому футболі дебютував 1936 року виступами за команду клубу «Хайдук» (Спліт), кольори якої і захищав протягом усієї своєї кар'єри гравця, що тривала до 1953 року. За цей час у різних турнірах відіграв 475 матчів і забив 160 голів за клуб, який протягом того періоду історії встиг пограти у футбольних змагання Королівства Югославія, Незалежної Держави Хорватія та СФРЮ. Двічі виборював титул чемпіона Югославії, ставав чемпіоном Незалежної Держави Хорватії 1941 року.

## Виступи за збірну
1950 року був включений до складу національної збірної Югославії для участі у чемпіонаті світу 1950 року, що проходив у Бразилії. Проте, ані в матчах мундіалю, ані в офіційних іграх збірної до і після нього на поле не виходив.

## Кар'єра тренера
Розпочав тренерську кар'єру невдовзі по завершенні кар'єри гравця, 1954 року, очоливши тренерський штаб клубу «Вележ».
1958 року став головним тренером команди «Хайдук» (Спліт), тренував цю сплітську команду один рік.
Останнім місцем тренерської роботи був інший сплітський клуб «Спліт», головним тренером команди якого Іво Радовникович був з 1963 по 1964 рік.
Помер 27 жовтня 1977 року на 60-му році життя у Спліті.

## Титули і досягнення
- Чемпіон Югославії (2):

«Хайдук» (Спліт):  1950, 1952
- Чемпіон Хорватії (1):

«Хайдук» (Спліт):  1940-1941